# Univerzalna ambasada
Univerzalna ambasada (en: Universal Embassy) je kolektiv emigranata (osoba bez papira) osnovan u januaru 2001. godine, koji su zauzeli napuštenu zgradu nekadašnje somalijske ambasade u Briselu, Belgija, koja ne vrši svoju funkciju još od razjedinjenja somalijske države.
Oni se bave pitanjem “ilegalnih” ljudi i "okupljanjem emigranata i migranata unutar šengenske Evrope koja želi da ospori njihovo postojanje".
Oni izdaju dokument o stupanju u redove Univerzalne ambasade koji ne priznaju nikakve vlasti i koji promoviše mnogostruko državljanstvo. 
| „                                                   | Sve osobe koje stanuju na nekoj teritoriji imaju puno i potpuno državljanstvo te teritorije, koje im garantuje pozitivna prava... Sve osobe mogu da ulaze na sve teritorije i da ih napuštaju. | ” |
| — Izvod iz povelje stanovnika Univerzalne ambasade. | |   |

## Spoljašnje veze
- Univerzalna ambasada